# 瓦隆古-杜沃加
瓦隆古-杜沃加是葡萄牙阿威罗区的一个堂区。总面积39.61平方公里，总人口5006人，人口密度126.4人/平方公里。